# Paradidyma piliventris
Paradidyma piliventris är en tvåvingeart som beskrevs av Henry J. Reinhard 1934. Paradidyma piliventris ingår i släktet Paradidyma och familjen parasitflugor.
Artens utbredningsområde är Peru. Inga underarter finns listade i Catalogue of Life.